# Église réformée de Paris Étoile
L'Église protestante unie de l'Étoile est une paroisse réformée de l'Église protestante unie de France dont le siège est établi 56 avenue de la Grande-Armée dans le 17e arrondissement de Paris. Elle anime le temple protestant de l’Étoile voisin, inauguré en 1874 au no 54.

## Histoire

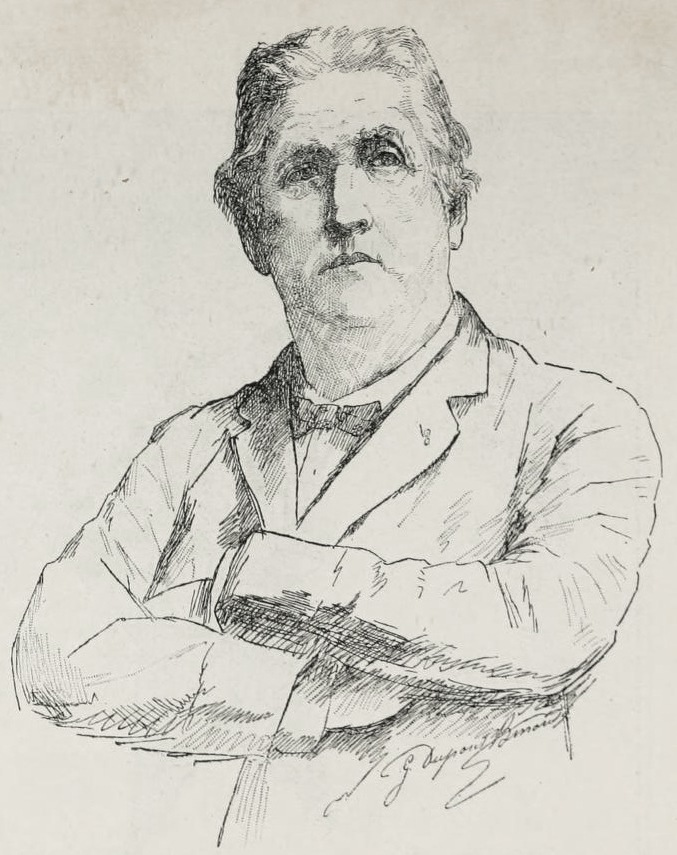
Portrait de M. le Pasteur Eugène Bersier, d'après une peinture de Geneviève Dupont-Binard, 1891.

Au XIXe siècle, le quartier au-delà de la place de l'Étoile est fait de terrains vagues et de vergers qui petit à petit s'urbanisent. Sous l'inspiration d'un homme, le pasteur suisse d'origine huguenote Eugène Bersier, un projet naît d'implanter une présence protestante dans le secteur. En 1866, il emménage 216 boulevard Pereire, et anime des réunions religieuses dans une petite salle de Neuilly. Début 1868, un local plus grand est aménagé au rez-de-chaussée d'une maison située au no 45, avenue de la Grande-Armée. Est organisé un conseil presbytéral et dès l'année suivante une école du dimanche. Le local s’avère rapidement trop petit, et en novembre 1869, le conseil décide de faire construire un vrai temple dans ce secteur.
Eugène Bersier fait le tour de ses connaissances et obtient des dons nombreux de familles protestantes. La guerre franco-allemande de 1870, le siège de Paris (1870-1871) puis la Commune de Paris ralentissent les projets, mais la construction débute sur un terrain situé presque en face du local précédent (côté numéros pairs).
Eugène Bersier est attaché à la liturgie et, influencé par sa mère anglicane, veut redonner un peu de faste anglican à la liturgie et aux lieux de culte des Églises réformées (calvinistes). C'est ainsi qu'il fait construire un temple dans un style qui n'est pas très protestant, mais qui ressemble fort à une église anglicane high church. L’architecte suédois William Hansen dessine un bâtiment dans un style néogothique. Le 29 novembre 1874, le temple est inauguré par les pasteurs Victor Eugène Durand-Dassier, Edmond de Pressensé et Roger Hollard, avec une prédication sur l'Évangile selon Matthieu 28 « Allez, et enseignez toutes les nations ». L'année suivante est inauguré un orgue par le facteur Cavaillé-Coll. Le théologien Auguste Sabatier est nommé directeur de l'école du dimanche.
Le 6 juin 1872, Eugène Bersier participe au synode général des Églises réformées de France,  présidé par le ministre protestant François Guizot au temple protestant du Saint-Esprit de Paris. C'est le premier synode autorisé officiellement depuis 1659. Eugène Bersier y représente les Églises libres, indépendantes de l'Église réformée officielle reconnue dans le cadre du régime concordataire français, et organisée en 1802 par Napoléon Ier avec les articles organiques. En 1877, l'Église de l'Étoile rejoint l'Église réformée concordataire, structurée à Paris par un Consistoire unique, qui siège au temple protestant de l'Oratoire du Louvre. En 1882, la paroisse est rattachée à celle du temple protestant des Batignolles. Eugène Bersier meurt en 1889.
En 1897, l’Église de l’Étoile édifie une antenne à Levallois-Perret, qui est développée par le pasteur Henri Monnier. Le 1er décembre 1912 est inauguré le temple de la Petite Étoile, sur des plans de l'architecte Charles Letrosne. Après la Première Guerre mondiale, un monument aux morts est élevé dans une chapelle latérale du temple de l’Étoile par Charles Letrosne, en collaboration avec le peintre protestant Gustave Louis Jaulmes.

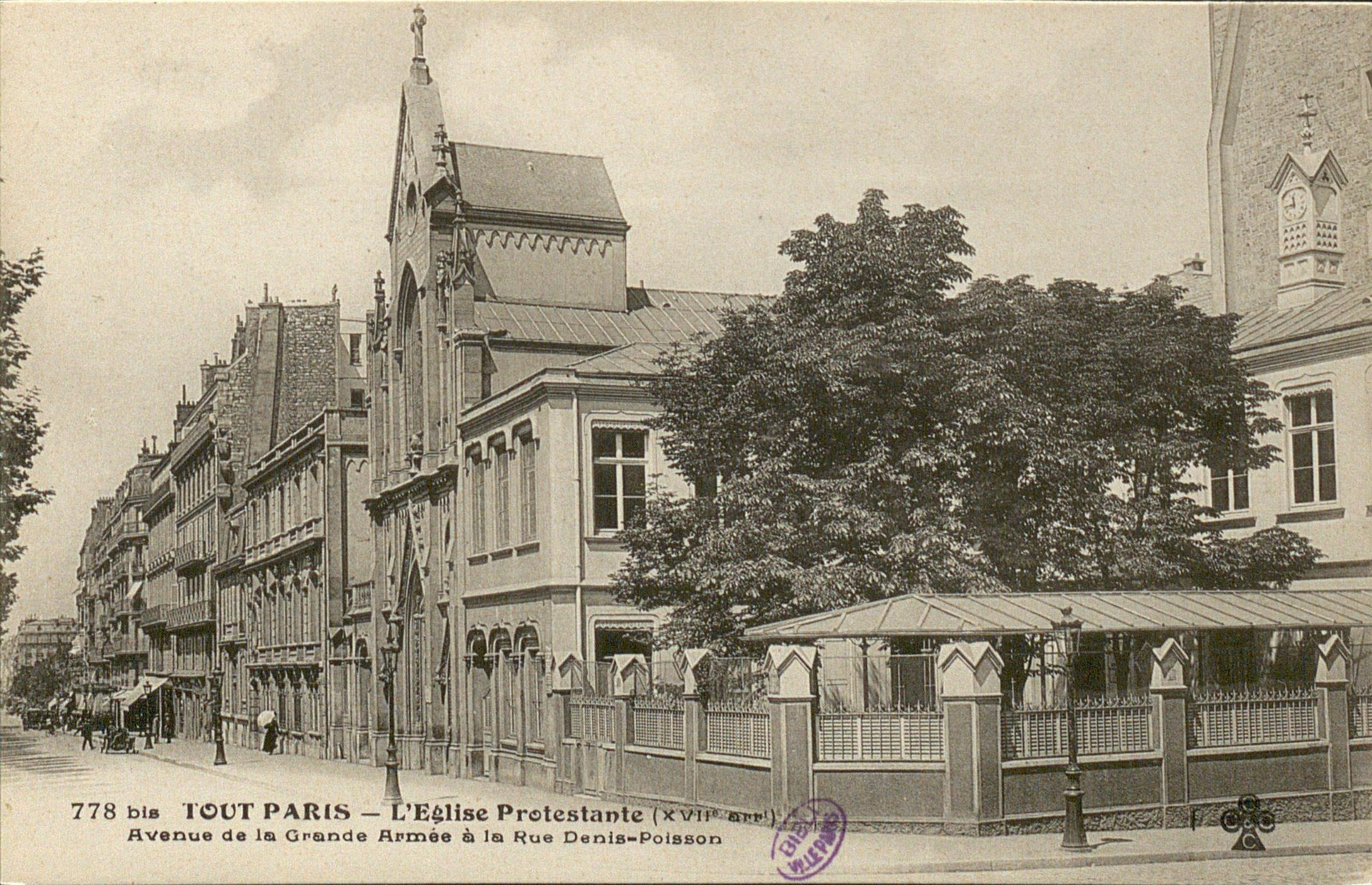
Le temple de l'Étoile et l'école professionnelle de jeunes filles dans les années 1920.

En 1877 est fondée dans un bâtiment contigu du temple de l’Étoile, à l'angle de la rue Denis-Poisson, l’École professionnelle de jeunes filles de Paris. En 1921, l'architecte Charles Letrosne couvre la cour d'un préau. En 1926 est élevé un nouveau bâtiment. L'association crée un restaurant féminin et un cercle culturel en partenariat avec le Foyer de l'Ouvrière, qui ferme en 1990. L'école, appelée cours Jeanne d'Albret, ferme en 1993. Le bâtiment héberge ensuite la fondation Bersier, qui anime les sites Campus protestant, Musée protestant, Forum protestant et Méromédia,,. Au sous-sol se trouvent les locaux de la radio Fréquence protestante.
Entre 1924 et 1926, l'église agrandit la tribune d'orgue. Pendant la Seconde Guerre mondiale, le temple est réquisitionné par l'occupant allemand.
En 1970, le pasteur Richard Sautter fait remplacer les portes en bois plein de l'avenue par des portes vitrées. La barrière du chœur, à la manière de celui du temple protestant du Foyer de l'Âme, est retiré dans les années 1980. Dans les années 1990,  le pasteur Alain Houziaux organise des conférences importantes, une chorale est créée. En 2008, le pasteur Louis Pernot installe des ruches sur le toit du temple,. La paroisse s'inscrit dans le mouvement du protestantisme libéral.

## Pasteurs
Eugène Bersier est le premier pasteur en 1868, il est vice-président de la Société de l'histoire du protestantisme français.
Louis Pernot y est pasteur depuis 1991. Il est aumônier protestant de l'École polytechnique et de la Commanderie française de l'ordre protestant de Saint-Jean. Il enseigne également la théologie pratique à l'Institut protestant de théologie à Paris. La pasteure Nathalie Chaumet le rejoint en 2024.

## Orgue
L'orgue de l'Étoile possède 32 jeux répartis sur trois claviers, à traction mécanique, dont seul celui du Grand Jeu est assisté par une machine Barker. Un premier instrument a été construit par Aristide Cavaillé-Coll vers 1875, et comportait dix jeux sur deux claviers et pédalier – quatre au grand-orgue et six au récit. Il a été reconstruit sur trois claviers par Charles Mutin entre 1914 et 1917. Il est restauré de 2010 à 2017 et relevé de nouveau en 2022.
Alexandre Cellier est maître de chapelle et organise à l’Étoile de 1910 à 1966. Lui succède Denis-Françoise Roger, puis Liesbeth Schlumberger, professeur au Conservatoire national supérieur de musique et de danse de Lyon en est titulaire depuis 1994 ; elle est assistée par Lionel Avot, Philip Mead et Fabrice Pincet.
| Années      | Organistes titulaires des grandes orgues du temple de l'Étoile |
| ----------- | -------------------------------------------------------------- |
| 1875-1909   | Madame Weber                                                   |
| 1910-1968   | Alexandre Cellier                                              |
| 1968-1994   | Denise-Françoise Rogé (suppléante depuis 1958)                 |
| Depuis 1994 | Liesbeth Schlumberger                                          |

Les jeux d'Aristide Cavaillé-Coll sont signalés par un astérisque. Les jeux d'anche sont en italique.
| I. Grand Orgue (GO) |         |
| Bourdon*            | 16'     |
| Montre*             | 8'      |
| Flûte harmonique*   | 8'      |
| Salicional*         | 8'      |
| Bourdon             | 8'      |
| Prestant*           | 4'      |
| Plein Jeu           | III rgs |
| Trompette           | 8'      |

| II. Positif (PO - Expressif) |        |
| Principal                    | 8'     |
| Cor de Nuit                  | 8'     |
| Viola*                       | 4'     |
| Flûte                        | 4'     |
| Nazard                       | 2' 2/3 |
| Quarte de Nazard             | 2'     |
| Tierce                       | 1' 1/3 |
| Basson/Hautbois*             | 8'     |
| Trémolo                      |        |

| III. Récit (Expressif) |        |
| Quintaton              | 16'    |
| Flûte harmonique       | 8'     |
| Gambe                  | 8'     |
| Voix céleste*          | 8'     |
| Flûte*                 | 4'     |
| Octavin                | 2'     |
| Plein Jeu              | IV rgs |
| Basson                 | 16'    |
| Trompette*             | 8'     |
| Cromorne               | 8'     |
| Clairon                | 4'     |

| IV. Pédale  |     |
| Contrebasse | 16' |
| Soubasse    | 16' |
| Flûte       | 8'  |
| Bourdon     | 8'  |
| Basson      | 16' |

| Accessoires   |                                                   |
| Accouplements | Récit/GO - Récit/GO (sub-octave) - Récit/PO       |
| Tirasses      | GO - PO - Récit                                   |
| Appels        | Fonds GO et Pédale, Anches GO, Récit et Pédale    |
| Action        | Mécanique claviers et jeux (machine Barker au GO) |

## Architecture
Le temple de l'Étoile est de style style néogothique. La façade accueille une rosace, ornée d'une étoile dans sa partie supérieure. Elle est couronnée d’un fronton, lui-même surmonté d’une croix latine. 
L'intérieur suit un plan en croix latine, à nef et transepts, voûté d'ogive avec clefs pendantes. La décoration est sobre, avec aucune statue ou décoration, mis à part des versets bibliques et des vitraux représentant une croix, la colombe du Saint-Esprit et une références aux deux espèces de la communion : une vigne et une gerbe de blé. Le plafond du chœur est bleu, parsemé d'étoiles dorées, en référence au nom du temple mais aussi à la tradition anglicane, comme à la chapelle royale de château de Hampton Court, édifiée par Henri VIII en 1530.
Une chaire monumentale aux boiseries travaillées est accrochée à gauche du chœur, comme à la cathédrale Saint-Pierre de Genève, ville du réformateur français Jean Calvin. Un plaque en marbre rend mémoire au pasteur Bersier.